# Druga crnogorska fudbalska liga 2014-2015
La Druga crnogorska fudbalska liga 2014-2015 (seconda lega calcistica montenegrina 2014-2015), conosciuta semplicemente anche come 2.CFL 2014-2015, è stata la 9ª edizione di questa competizione, la seconda divisione del campionato montenegrino di calcio.

## Stagione

### Avvenimenti
Al campionato sono iscritte 12 squadre. Nella edizione precedente sono state promosse Bokelj e Berane, retrocesse Bratstvo e Zabjelo.

Sono state sostituite da Dečić, Mornar (retrocesse dalla 1.CFL 2013-2014), Radnički Berane e Iskra Danilovgrad (promosse dalla 3.CFL 2013-2014 dopo gli spareggi fra le vincitrici dei gironi, il OFK Federal è la squadra esclusa).
A causa della mancata iscrizione di Čelik Nikšić in prima divisione e dello Zora in seconda, il Mornar viene ripescato in 1.CFL, Bratstvo e Zabjelo vengono ripescate in 2.CFL.

### Formula
In stagione le squadre partecipanti sono 12: 1 che è retrocessa dalla 1.CFL, 9 che hanno mantenuto la categoria e 2 promosse dalla 3.CFL.
Le 12 squadre disputano un girone andata-ritorno; al termine delle 22 giornate ne disputano ancora 11 secondo uno schema prefissato (totale 33 giornate), al termine di queste:
- La prima classificata viene promossa in 1.CFL 2015-2016
- Seconda e terza classificata vanno agli spareggi contro penultima e terzultima di 1.CFL 2014-2015
- Le ultime due classificate vengono retrocesse in 3.CFL 2015-2016

## Squadre
| Club              | Città        | Stadio                   | Posizione 2013-2014                    |
| ----------------- | ------------ | ------------------------ | -------------------------------------- |
| Dečić             | Tuzi         | Stadion Tuško Polje      | 12º in 1. CFL                          |
| Jezero            | Plav         | Stadion pod Racinom      | 3º in 2. CFL                           |
| Arsenal Tivat     | Teodo        | Stadion u Parku          | 5º in 2. CFL                           |
| Kom               | Podgorica    | Stadion Zlatica          | 6º in 2. CFL                           |
| Cetinje           | Cettigne     | Stadion Obilića Poljana  | 7º in 2. CFL                           |
| Jedinstvo         | Bijelo Polje | Gradski stadion Nikoljac | 8º in 2. CFL                           |
| Igalo             | Castelnuovo  | Stadion Solila           | 9º in 2. CFL                           |
| Ibar              | Rožaje       | Stadion Bandžovo Brdo    | 10º in 2. CFL                          |
| Bratstvo          | Podgorica    | Stadion Ljajkovići       | 11º in 2. CFL                          |
| Zabjelo           | Podgorica    | Stadion Zabjelo          | 12º in 2. CFL                          |
| Radnički Berane   | Berane       | Gradski stadion          | 1º in 3. CFL Nord, 1º negli spareggi   |
| Iskra Danilovgrad | Danilovgrad  | Stadion Braće Velašević  | 1º in 3. CFL Centro, 2º negli spareggi |

## Classifica
|  | Pos. | Squadra                | Pt | G  | V  | N  | P  | GF | GS | DR  |
|  | ---- | ---------------------- | -- | -- | -- | -- | -- | -- | -- | --- |
|  | 1.   | Iskra Danilovgrad      | 67 | 33 | 20 | 7  | 6  | 55 | 26 | +29 |
|  | 2.   | Dečić (-1)             | 65 | 33 | 20 | 6  | 7  | 58 | 28 | +30 |
|  | 3.   | Igalo                  | 60 | 33 | 16 | 12 | 5  | 42 | 24 | +18 |
|  | 4.   | Jedinstvo Bijelo Polje | 48 | 33 | 12 | 12 | 9  | 28 | 29 | −1  |
|  | 5.   | Radnički Berane        | 45 | 33 | 13 | 6  | 14 | 50 | 39 | +11 |
|  | 6.   | Kom                    | 40 | 33 | 9  | 13 | 11 | 35 | 38 | −3  |
|  | 7.   | Cetinje                | 39 | 33 | 11 | 6  | 16 | 36 | 54 | −18 |
|  | 8.   | Ibar                   | 37 | 33 | 9  | 10 | 14 | 31 | 41 | −10 |
|  | 9.   | Jezero                 | 37 | 33 | 9  | 10 | 14 | 34 | 45 | −11 |
|  | 10.  | Bratstvo               | 36 | 33 | 10 | 6  | 17 | 38 | 58 | −20 |
|  | 11.  | Zabjelo (-1)           | 36 | 33 | 10 | 7  | 16 | 38 | 46 | –8  |
|  | 12.  | Arsenal Tivat          | 32 | 33 | 9  | 5  | 19 | 30 | 47 | −17 |

Legenda:
      Promosso in 1.CFL 2015-2016.
  Partecipa agli spareggi-promozione.
      Retrocesso in 3.CFL.
Regolamento:
Tre punti a vittoria, uno a pareggio, zero a sconfitta.

### Classifica avulsa
Per determinare la 10ª (salvezza) e la 11ª posizione (retrocessione) fra le due squadre a 36 punti si ricorre alla classifica avulsa.
|  | Pos. | Squadra  | Pt | G | V | N | P | GF | GS | DR |
|  | ---- | -------- | -- | - | - | - | - | -- | -- | -- |
|  | 10.  | Bratstvo | 7  | 3 | 2 | 1 | 0 | 6  | 4  | +2 |
|  | 11.  | Zabjelo  | 1  | 3 | 0 | 1 | 2 | 4  | 6  | –2 |

## Risultati
|           | Ars     | Bra     | Cet     | Deč     | Iba     | Iga     | Isk     | Jed     | Jez     | Kom     | Rad     | Zab     |
| --------- | ------- | ------- | ------- | ------- | ------- | ------- | ------- | ------- | ------- | ------- | ------- | ------- |
| Arsenal   | ––––    | 0:0 1:2 | 3:0     | 0:2 2:5 | 2:0 1:1 | 0:1     | 3:2     | 1:1 0:1 | 2:1 3:0 | 0:3 1:1 | 1:2     | 3:1     |
| Bratstvo  | 1:0     | ––––    | 1:1 0:2 | 1:3     | 2:0     | 0:0 1:3 | 2:3 1:6 | 1:2 0:1 | 1:3     | 1:4 0:2 | 3:2     | 2:1     |
| Cetinje   | 1:0     | 4:0     | ––––    | 1:3 1:2 | 0:1     | 1:2     | 0:2     | 1:1     | 5:4     | 4:1 0:3 | 1:3 2:0 | 0:2     |
| Dečić     | 2:0     | 2:0     | 5:1     | ––––    | 1:2 3:1 | 2:1     | 0:0 1:2 | 0:0 3:1 | 4:1 2:0 | 1:1 0:0 | 1:0     | 2:0     |
| Ibar      | 0:1 2:2 | 1:1 0:2 | 0:1 1:0 | 2:2     | ––––    | 0:0 1:2 | 2:1     | 1:2     | 1:2     | 3:0     | 0:0 1:5 | 1:1 4:0 |
| Igalo     | 3:1     | 0:2     | 2:0 1:1 | 3:1 1:0 | 0:1     | ––––    | 3:2     | 0:0     | 1:0     | 0:0     | 1:1 2:2 | 2:1 0:1 |
| Iskra     | 1:0 5:0 | 2:0     | 1:1 1:2 | 1:0     | 2:0     | 1:1 1:0 | ––––    | 1:0     | 3:0     | 1:0     | 2:1 0:3 | 2:0 3:0 |
| Jedinstvo | 1:0     | 2:1     | 1:2 0:0 | 1:0     | 1:1 0:4 | 0:0 1:3 | 0:2 0:0 | ––––    | 0:1 1:0 | 1:0     | 0:0     | 3:1     |
| Jezero    | 1:0     | 3:0 1:1 | 5:2     | 0:0     | 2:1 0:2 | 1:1 0:1 | 0:1 0:3 | 1:0 0:1 | ––––    | 3:3     | 2:1 1:0 | 2:2     |
| Kom       | 0:1     | 0:2     | 1:0     | 1:2     | 0:0 2:0 | 0:1 0:0 | 3:0 1:1 | 0:0 1:3 | 1:1 0:0 | ––––    | 0:1     | 1:6     |
| Radnički  | 0:1 4:0 | 3:1 0:4 | 6:0     | 0:1 0:4 | 4:1     | 0:1     | 1:1     | 2:0 0:1 | 2:1     | 0:1 3:3 | ––––    | 0:1 2:0 |
| Zabjelo   | 0:3 0:0 | 3:3 0:1 | 5:2     | 3:0 0:1 | 1:0     | 1:1     | 0:1     | 1:2 1:0 | 0:0 0:2 | 3:1 0:0 | 2:1     | ––––    |

## Spareggi
Penultima e terzultima della prima divisione sfidano seconda e terza della seconda divisione per due posti in Prva crnogorska fudbalska liga 2015-2016. Il Dečić ha conquistato la promozione.